# François Villon

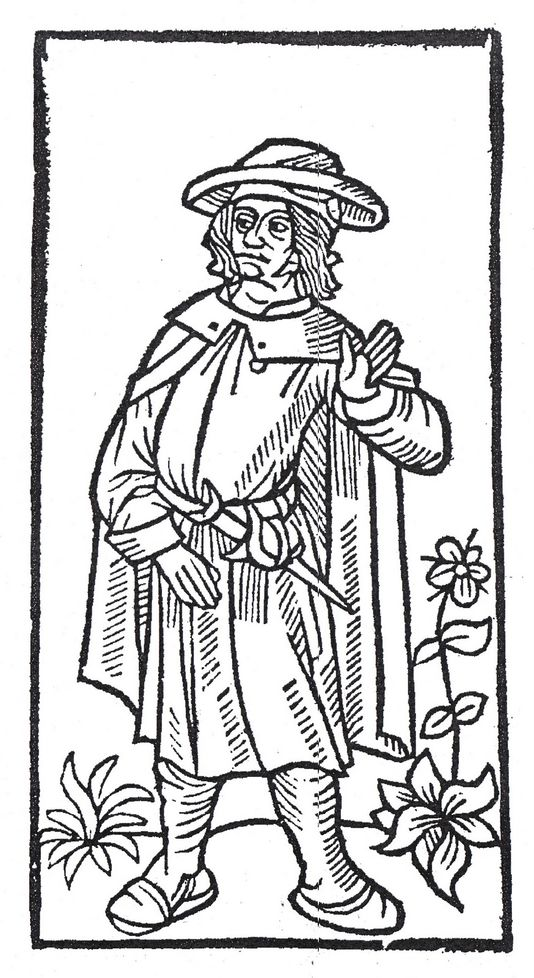
François Villon (Darstellung aus Grand Testament de Maistre François Villon, 1489)

François Villon (* 1431 in Paris; † nach 1463; sein eigentlicher Name war vermutlich François de Montcorbier oder François des Loges) gilt als bedeutendster Dichter des französischen Spätmittelalters.
In seinen beiden parodistischen Testamenten und in zahlreichen Balladen verarbeitet er die Erlebnisse seines abenteuerlichen Lebens, in dem er als Scholar und Vagant wiederholt mit den Gesetzen in Konflikt geriet. Während für die Zeitgenossen vermutlich vor allem die satirischen Strophen auf zeitgenössische Pariser Honoratioren von Interesse waren, schätzt man ihn seit der Romantik wegen seiner eindringlichen Gestaltung der stets aktuellen Themen Liebe, Hoffnung, Enttäuschung, Hass und Tod, besonders im ersten Teil des Großen Testaments.

## Leben und Schaffen

### Jugend und Studium
Über seine Kindheit und die Jugendjahre informieren lediglich seine eigenen spärlichen Angaben in seinem Hauptwerk Le Testament sowie zwei zweifelsfrei ihn betreffende Begnadigungsurkunden von 1455 und zwei vermutlich ihn betreffende Eintragungen in Universitätslisten. Hiernach kam er offenbar 1431 als François de Montcorbier oder des Loges in Paris zur Welt, als Sohn mittelloser Eltern. Sein Vater starb anscheinend früh, jedenfalls kam François jung in die Obhut des Stiftsherrn und Rechtsgelehrten Guillaume de Villon, dessen Namen er um 1455 annahm und den er im Testament als „meinen mehr als ein Vater“ bezeichnet. Nach vorbereitenden Studien an der Artistenfakultät der Pariser Universität erlangte er vermutlich 1449 den Grad eines Bakkalaureus, 1452 den eines Magister artium. Ein weiterführendes Studium, eher wohl Theologie als Kanonisches Recht oder Medizin, hat er nach eigener Aussage zwar begonnen, aber nicht beendet (vgl. Testament, V. 201 ff.). 

Villon-Kopf (Gustav Seitz 1955)

### Abgleiten in die Kriminalität
Weshalb Villon sein Studium abbrach, ist nicht bekannt; möglicherweise spielte aber der fast einjährige Streik der Pariser Professoren 1453 bis 1454 eine Rolle, den die Studenten mit allerlei (nicht nur harmlosem) Unfug überbrückten. Villon glitt ab in das akademische Proletariat der Stadt und schloss sich vermutlich sogar der in fast ganz Nordfrankreich operierenden Gaunermafia der Coquillards an, einer der kriminellen Banden, die in den Wirren des Hundertjährigen Krieges entstanden waren.
Im Juni 1455 brachte er einem ebenfalls messerbewaffneten Priester im Streit eine tödliche Wunde bei. Unklar bleibt, ob das Opfer, das auf dem Sterbebett „aus bestimmten Gründen“ auf eine Strafverfolgung des Täters verzichtete, selbst kriminell war. Villon zog es jedenfalls vor, aus Paris zu verschwinden, nachdem er sich unter falschem Namen von einem Barbier die Wunde an den Lippen hatte verbinden lassen, die er selbst beim Kampf davongetragen hatte. Schon Anfang 1456 konnte er zurückkehren dank zweier Begnadigungsurkunden von König Charles VII., in denen der Tathergang eingehend geschildert und als Fall von Notwehr hingestellt wird. Hierbei heißt er in der ersten Urkunde „François des Loges, auch Villon genannt“ und in der zweiten „Françoys de Monterbier“. Letzteres gilt als Abschreibfehler für „Montcorbier“, den Namen, unter dem in Pariser Studentenlisten von 1449 und 1452 ein „Franciscus de Moultcorbier“ bzw. „de Montcorbier“ figuriert, der vom Alter her mit ihm identisch sein könnte. Wer ihm die Begnadigungsurkunden verschafft hat, geht nicht aus ihnen hervor. Eventuell half ihm bei der ersten sein Ziehvater Guillaume, dessen Namen „Villon“ er hier womöglich zum ersten Mal benutzte. Im Testament (V. 1030 ff.) gibt Villon außerdem an, „sein“ Anwalt Fournier (ein Stiftskollege von Guillaume) habe ihm mehrfach aus der Patsche geholfen.
Wahrscheinlich schrieb er in diesem Jahr 1456 sein erstes relativ sicher datierbares Werk, die Ballade des Contre-Vérités, die er im Refrain mit dem Akrostichon V-I-L-L-O-N signiert. Dieser parodistische Text, der eine lyrische Lobpreisung der Tugend von Alain Chartier in Ratschläge für Gauner verkehrt, richtete sich offensichtlich an ein Publikum gebildeter Krimineller, das heißt das unmittelbare Umfeld des Autors.
Auch könnten einige der später (1461/62) ins Testament eingestreuten Balladen schon um 1455 entstanden sein.
Dass er in dieser Phase seines Lebens oder auch später in Pariser Kneipen oder anderswo selbst gedichtete Lieder vorgetragen habe, ist weder durch entsprechende Aussagen Villons noch durch erhaltene Texte oder sonstige Zeugnisse belegt. Die rund 25 Balladen, die von ihm bekannt sind, eignen sich vom Inhalt her nicht für eine Vertonung und folgen hierin der Entwicklung dieser lyrischen Gattung, die sich gegen 1400 von der Musik gelöst hatte.

### Flucht und Wanderjahre
Kaum ein Jahr zurück in Paris, wurde Villon erneut straffällig: In der Nacht vor Weihnachten 1456 plünderte er mit vier Komplizen einen 500 Goldkronen enthaltenden Tresor in der Sakristei der Kapelle des Collège de Navarre. Wenig später, wohl noch im Winter, entfernte er sich aus der Stadt, nicht ohne den Kumpanen zur Belustigung sein erstes längeres Werk, das Lais (=Legat) oder Kleine Testament, zu hinterlassen.
Im Lais hatte Villon (bzw. das dort sprechende Ich) behauptet, er „gehe fort nach Angers“ (V. 43). Diese Angabe wird gestützt durch die in einem Polizeiprotokoll erhaltene Aussage eines Komplizen vom Einbruch, wonach Villon dorthin aufgebrochen sei, um für die Bande einen Raub an einem reichen Mönch auszukundschaften. Ob der Coup je versucht wurde, ist unbekannt. Dass Villon, wie manche Biographen vermutet haben und fast als Faktum hinstellen, in Angers den dichtenden Herzog René d’Anjou als Mäzen habe gewinnen wollen, ist eine bloße Hypothese, die durch keine weitere Information gedeckt ist.
Im Herbst 1457 saß Villon aus unbekannten Gründen in Blois im Kerker und wurde im letzten Moment vor der Hinrichtung durch eine Amnestie gerettet, die der Herzog und große Dichter Charles d’Orléans anlässlich der Geburt seiner Tochter Marie am 19. Dezember erließ. So jedenfalls gibt es Villon in einem Lobgedicht auf die Neugeborene an, das ihm Zutritt zum herzoglichen Hof verschaffte. Hierfür wiederum bedankte er sich mit einer Doppelballade, die er anschließend in das Lobgedicht einfügte, als er dieses persönlich in ein Sammelmanuskript des Herzogs eintragen durfte.
Als er nach der Teilnahme an einem höfischen Dichterwettstreit seinen Beitrag, die Ballade des contradictions (Ballade der Widersprüche), wiederum selbst in das genannte Sammelmanuskript eintrug, konnte er es nicht unterlassen, aus dem Stegreif noch ein lateinisch-französisches Spottgedicht auf einen gelegentlich dichtenden Günstling des Herzogs hinzuzufügen, der wohl ebenfalls anwesend war. Daraufhin wurde er seinerseits, wenn auch ohne Namensnennung, vom Herzog und einem seiner Pagen in zwei Gedichten getadelt, also vor die Tür gewiesen.
Dass er von Blois aus oder auch später nach Moulins ging und dort Gast des Herzogs von Bourbon war, wie der apokryphe Titel einer Bettelballade von 1461 (s. u.) suggeriert, ist eher unwahrscheinlich. Die betreffende Ballade jedenfalls war aller Wahrscheinlichkeit nach nicht an Bourbon gerichtet, sondern an Charles d’Orléans.
Sicherer (wenn auch in der Literatur bisher kaum erwähnt) ist, dass Villon Anfang Oktober 1458 in Vendôme mit zwei Balladen versucht hat, Herzog Charles, der wegen eines Prozesses dort weilte, versöhnlich zu stimmen. Nachdem die erste, die Ballade des proverbes (Sprichwörterballade), durch eine ähnliche Ballade eines Höflings harsch zurückgewiesen worden war, scheint ihm die zweite, die Ballade des menus-propos (Banalitätenballade), ein Geldgeschenk des Herzogs eingebracht zu haben.
Die von manchen Biographen fast als Faktum dargestellte Vermutung, Villon habe im Sommer 1460 in der Stadt Orléans in Haft gesessen, beruht auf einer Fehldeutung des oben genannten Lobgedichts auf das Töchterchen von Charles d’Orléans und wird durch keine weitere Information gestützt.
Villon wird erst wieder greifbar im Sommer 1461. Diesen verbrachte er, wie er zu Beginn des Testament angibt, in Meung-sur-Loire im Kerker des Bischofs von Orléans, Thibaut d’Aussigny, den er als hart und ungerecht darstellt, ohne jedoch Gründe zu nennen oder den Anlass seiner Haft anzugeben. Seine Versuche, den Bischof mit der Épître aux amis (Brief an die Freunde) und dem Dialoggedicht Débat du cœur et du corps de Villon (Zwiegespräch Villons mit seinem Herzen) gnädig zu stimmen, schlugen fehl. Er kam erst frei durch den Zufall, dass am 2. Oktober 1461 der neugekrönte König Louis XI. auf seinem Weg in die Touraine in Meung Station machte und ihn begnadigte, vielleicht auf Fürbitte des mitreisenden Herzogs Charles, der über die Präsenz Villons in Meung informiert gewesen sein könnte.
Dieser kehrte zurück nach Paris bzw., da ihm die Stadt selbst wegen der noch ungesühnten Einbruchsaffäre verschlossen war, in die nähere Umgebung. Von hier aus versuchte er wohl schriftlich, wieder Anschluss an seinen Ziehvater Guillaume und dessen Kreise zu finden. Ein solcher Versuch ist offenbar die scheinbar an junge Kriminelle gerichtete Ballade de bon conseil (Ballade vom guten Rat) oder die scheinbar an die Schicksalsgöttin gerichtete zerknirschte Ballade de Fortune (Fortuna-Ballade), in der das Autor-Ich sich en passant als von harter Arbeit „verschlissener“ Gipsbrenner präsentiert.
Als diese Annäherungsversuche misslangen, begann Villon mit der Niederschrift des Testament (Das große Testament). Es wurde vom Umfang her, aber auch dank der Vielfalt und Vielschichtigkeit der behandelten Themen, sein Hauptwerk, in das er zudem rund 20 teils wohl schon vorher, überwiegend sicher aber zeitgleich verfasste Balladen einfügte. Wo genau das Testament entstand, ob irgendwo nahe Paris oder eher in einem Versteck in der Stadt, ist nicht bekannt. Offenbar wurde es schon im Laufe des Sommerhalbjahres 1462 beendet.

### Erneute Haft und erneute Verurteilung in Paris
Nach dem Scheitern seines Versuchs, ein neues Leben zu beginnen, scheint Villon sich aus Enttäuschung und Not wieder dem Kriminellenmilieu angeschlossen und mehr oder weniger im Pariser Untergrund gelebt zu haben. Vermutlich stammen aus dieser Zeit, d. h. 1462, seine schwer verständlichen Balladen im Gaunerjargon, in denen er in der Rolle eines Gauners zu den Pariser Gaunern spricht, vielleicht um sich so endgültig mit ihnen zu identifizieren.
Gemäß einer erhaltenen Aktennotiz saß er Anfang November 1462 wegen eines offenbar geringfügigen Diebstahls im Pariser Stadtgefängnis und sollte schon freigelassen werden, als die Geschädigten des Einbruchs von 1456 im Collège de Navarre von seiner Verhaftung erfuhren. Villon musste sich vor der Freilassung verpflichten, 120 Taler, d. h. seinen Anteil der Beute, zurückzuerstatten. Offenbar hatte Guillaume de Villon für ihn gebürgt, denn dieser nahm ihn wieder bei sich auf.
Schon eines Abends im November oder Dezember jedoch wurde Villon von Kumpanen in ein Handgemenge mit den Angestellten eines Notars und diesem selbst verwickelt. Obgleich er sich offenbar herauszuhalten versucht hatte und rasch zu Guillaume heimgekehrt war, wurde er am nächsten Tag inhaftiert und anschließend zum Tode verurteilt, nicht ohne gefoltert worden zu sein, wenn man der Ballade an Garnier (s. u.) glaubt.
Wohl in der Todeszelle schrieb er mit Galgenhumor den berühmt gewordenen Vierzeiler:
| Je suis Françoys, dont il me poise, | Ich bin François, was mir Kummer macht,          |
| Né de Paris emprès Pontoise,        | gebürtig aus Paris bei Pontoise,                 |
| Et de la corde d’une toise          | und von dem Strick einer Elle [Länge]            |
| Sçaura mon col que mon cul poise.   | wird mein Hals erfahren, was mein Hintern wiegt. |

Vermutlich in derselben Zeit und Situation entstand die Ballade des pendus (Ballade der Gehenkten).
Allerdings hatte Villon Berufung eingelegt beim obersten Pariser Gerichtshof, dem Parlement. Dieses kassierte in der Tat das überharte Urteil am 5. Januar 1463, wandelte es aber „wegen des schlimmen Lebenswandels besagten Villons“ um in zehn Jahre Verbannung aus der Stadt und der Grafschaft Paris. Villon musste, mitten im Winter und praktisch vogelfrei, die Stadt verlassen. Ein bombastisches, die Grenzen der Parodie streifendes Dankgedicht an den Gerichtshof und eine spöttische Ballade an den Gefängnisschreiber Garnier, der ihn wohl gerne hätte hängen sehen, sind sein letztes Lebenszeichen. Hernach sind keine verlässlichen Zeugnisse von ihm oder über ihn mehr bekannt.

## Nachleben
In den ersten Jahrzehnten nach Villons Verschwinden wurden seine Werke dadurch erhalten und verbreitet, dass reiche Literaturliebhaber sie in die Sammelhandschriften aufnehmen ließen, die sie bei Kalligraphen in Auftrag gaben. 1489 wurde Villon zum ersten Mal gedruckt. Offensichtlich hatte der Pariser Drucker Pierre Levet Werke von ihm, und zwar gut 90 Prozent der heute bekannten Textmenge, aus verschiedenen Sammelhandschriften zusammengetragen. Diese Ausgabe wurde im Verlauf der nachfolgenden Jahrzehnte häufig und von verschiedenen Werkstätten nachgedruckt. 1533 gab der Dichter Clément Marot eine Art kritische Villon-Edition heraus, die bis 1542 mehrfach aufgelegt wurde. Nach ca. 1550 geriet Villon weitgehend, aber niemals völlig in Vergessenheit. So erwähnt ihn z. B. der Autor und Literaturtheoretiker Boileau lobend, wenn auch sichtlich ohne dessen Werke näher zu kennen, um 1670. 1723 und nochmals 1742 erschien eine Werkausgabe.
Als Autor von Bedeutung wiederentdeckt wurde Villon zur Zeit der Romantik. 1832 erschien die erste Edition nach modernen Kriterien, 1834 widmete ihm daraufhin der Dichter Théophile Gautier eine vielbeachtete Studie in La France littéraire. Später beeinflusste Villon Lyriker wie Paul Verlaine und Arthur Rimbaud, die sich als poètes maudits (fluchbeladene/verfemte Dichter) mit ihm identifizierten und diese Sicht seiner Figur an Lyriker und Chansonniers des 20. Jahrhunderts weitergaben, z. B. an Georges Brassens, Wolf Biermann und Reinhard Mey.
Viele Collèges sind in Frankreich nach ihm benannt.
Während in England schon 1846 erste Gedicht-Übertragungen und 1878 eine erste Übertragung des Gesamtwerkes erschienen, wurde Villon im deutschen Sprachraum erst um 1890 entdeckt, und zwar von Richard Dehmel. Dieser übertrug 1892 zwei Balladen von ihm und kreierte vermutlich zugleich, indem er sie als Lied der Gehenkten und Lied des vogelfreien Dichters betitelte, das Bild Villons als eines Liedermachers. Die erste vollständigere Übertragung war die des Österreichers K. L. Ammer (1907, s. u.). Sie hatte großen Einfluss auf die Autoren des Expressionismus, etwa Georg Heym, Klabund oder Bert Brecht, der mehrere Balladen daraus leicht verändert in seine Dreigroschenoper übernahm.
Zu einer Art deutschem Villon wurde der expressionistische Lyriker, Erzähler und Dramatiker Paul Zech. Dieser veröffentlichte 1931 äußerst freie Nachdichtungen, die auf den bereits vorhandenen deutschen Villon-Versionen beruhten. Hierbei verkürzte Zech die beiden Testamente erheblich, ließ etliche Balladen fort und glich dies aus, indem er viele selbst erfundene Balladen im Stil Villons (oder was er dafür hielt) einfügte. Der „Nachdichtung“ voran stellte er ein längeres, die Gattungen Essay und Biografie kombinierendes Vorwort. 1943 überarbeitete Zech seine „Nachdichtung“ und 1946, kurz vor seinem Tod, auch das Vorwort grundlegend, wobei er dessen essayistischen Teil verkürzte und den biografischen zu einer romanesken „Biographie über François Villon“ ausweitete. Die neue Version der „Nachdichtung“ erschien 1952 in Rudolstadt/Thüringen, vor allem aber 1962, nochmals leicht verändert und umstrukturiert, als Taschenbuch in München, mitsamt der erweiterten Biografie als Anhang. Diese Taschenbuchausgabe hatte 2009 29 Auflagen mit weit über 300.000 Exemplaren erreicht und bestimmt das Bild Villons im deutschen Sprachraum.
Einige von Villons Texten verwendeten auch Egon Larsen und Erich Simm, (in eigener Nachdichtung und mit Musik von Theo Mackeben) in ihrem Bühnenwerk Die Geduld der Armen – 12 Szenen um François Villon, das 1949 als Bühnenmanuskript im „Kaleidoskop Bühnenvertrieb“ in Berlin-Friedenau erschien.
Im posthum erschienenen Roman Der Judas des Leonardo von Leo Perutz (gest. 1957) taucht Villon unter anderem Namen in Mailand auf, verkehrt am Hofe des Herzogs Ludovico il Moro, begegnet dort Leonardo da Vinci und stirbt im Zuge der Romanhandlung eines gewaltsamen Todes.
Einer der eindrucksvollsten Interpreten Zechscher Villon-Texte (in der Version von 1931) war der Schauspieler Klaus Kinski, der auch Lesungen auf Schallplatte einspielte. Der dank ihm bekannte Vers „Ich bin so wild nach deinem Erdbeermund“ aus Eine verliebte Ballade für ein Mädchen namens Yssabeau hat übrigens, so wie die gesamte Ballade, kein Vorbild bei Villon, sondern stammt von Paul Zech.
Auch Bands aus dem Bereich der Musik der Mittelalterszene, wie Subway to Sally, Des Geyers schwarzer Haufen und In Extremo, halten sich bei ihren Villon-Vertonungen in der Regel an die Texte von Zech, überwiegend in der gut zugänglichen Version von 1962. Dasselbe gilt für die meisten Villon-Rezitatoren nach Kinski.
Zu erwähnen ist des Weiteren, dass die Schweizer Musiker René Bardet, Orlando Valentini und Andreas Vollenweider 1977 eine Vertonung Zechscher Villon-Texte unter dem Titel Poesie und Musik veröffentlicht haben.
Auch Reinhard Mey hat zu Beginn seiner Karriere, Ende der 1960er Jahre, einige Villon-Balladen (allerdings in der Übertragung von Martin Löpelmann, 1937) vertont und gesungen (Mädchen in den Schänken).
Der österreichische Schriftsteller Leo Lenz verfasste für das Theater die romantische Verskomödie François Villon über Villons Leben, die sich frei an If I Were King von Justin Huntley McCarthy orientierte. Es wurde 1909 am Königlichen Schauspielhaus in Dresden uraufgeführt und fand auch an Provinzbühnen Erfolg, etwa 1911 am Großherzoglichen Residenztheater Oldenburg. Dies wurde Ausgangspunkt für mehrere Filme.
Über das Leben Villons wurden mehrfach Filme gedreht. 1914 wurde er von Murdock MacQuarrie in dem Serial The Adventures of François Villon gespielt. William Farnum stellte ihn in dem 1920 gedrehten Stummfilm If I Were King dar, John Barrymore 1927 in Der Bettelpoet (The Beloved Rogue). 1930 spielte Dennis King Villon in Der König der Vagabunden (The Vagabond King). Ronald Colman war 1938 in der Rolle des Villon in Wenn ich König wäre (If I Were King) zu sehen. Weitere Darsteller sind Serge Reggiani in François Villon (1945), Douglas Fairbanks jr. in The Triangle (1953), Pierre Vaneck in Si Paris nous était conté (1956), Oreste Kirkop in König der Vagabunden (The Vagabond King, 1956 unter der Regie von Michael Curtiz) und Jörg Pleva in François Villon (1981).
2024 fertigten neun Autoren, u. a. Yevgeniy Breyger und Xaver Bayer, im Auftrag des Literaturhauses Niederösterreich Nachdichtungen von Villons Werken an. Es erschien der Sammelband Dichter im Fokus: François Villon.

## Werke
- Ballade des contre-vérités (1456?) – Witzige Ratschläge für junge Gauner.
- Le Lais (1456) – Das kleine Testament, eine witzige Kombination aus den Parodien einer höfischen Liebesklage, eines literarischen Testaments und eines Traumgedichts. Der Testament-Teil enthält boshaft-scherzhafte Hinterlassenschaften an viele namentlich genannte Leute, vor allem Amtsträger aus Justiz, Polizei und Verwaltung, sowie andere Pariser Honoratioren, die auf diese Weise dem Gelächter der Kumpane Villons preisgegeben wurden.
- Épître à Marie d’Orléans (1457) – Lob- und Dankgedicht (mit einer anschließend eingeschobenen Lob- und Dankballade) an die neugeborene (19. Dez.) Tochter von Herzog Charles d’Orléans.
- Ballade des contradictions (1457) – Beitrag Villons zu einem Dichterwettstreit am Hof von Charles in Blois. Das Gedicht wurde 1892 von Richard Dehmel als Lied des vogelfreien Dichters übertragen, das wiederum von Paul Zech zu seiner Ballade der Vogelfreien verarbeitet wurde.
- Épître à ses amis (1461) – ein Hilferuf aus dem Kerker in Meung, vermutlich nicht an „Freunde“ gerichtet, sondern indirekt an den Bischof Thibaut als für ihn zuständigen Gerichtsherrn.
- Débat du coeur et du corps de Villon (1461) – zerknirschte Reflexionen im Kerker von Meung, verfasst wohl um den Bischof (und vielleicht auch Charles d’Orléans als seinen Gast auf der Durchreise) gnädig zu stimmen.
- Ballade contre les ennemis de la France (1461) – höchstwahrscheinlich an König Ludwig XI. gerichtet, den Villon nach seiner Befreiung aus dem Kerker auf sich aufmerksam zu machen versuchte, offenbar jedoch ohne Erfolg.
- Requête (1461) – eine Bettelballade an Charles d’Orléans. Sie wurde lange zu Unrecht als an den Herzog von Bourbon gerichtet betrachtet aufgrund des apokryphen Titels Requeste a Mons. de Bourbon, den 1489 der Drucker Levet eingeführt hatte.
- Ballade de bon conseil – eine scheinbar an junge Kriminelle, tatsächlich aber wohl an Guillaume de Villon und seine Kollegen gerichtete Ballade, in der Villon sich als zum Guten bekehrt präsentiert.
- Ballade de Fortune – eine sichtlich an denselben Kreis gerichtete, sehr kunstvolle Ballade, in der sich Villon als zumindest teilweise unschuldiger Spielball der Schicksalsgöttin darstellt (und in der er en passant insinuiert, dass er sich als Gipsbrenner „verschleißen“ muss).
- Le Testament (1461/62) – Das große Testament; Villons Hauptwerk, in das 20 Gedichte, überwiegend Balladen, eingestreut sind. Der teils elegische und selbstkritische, teils sarkastische Anfangsteil könnte noch an potenzielle Helfer gerichtet sein. Der satirische Hauptteil dagegen, der z. T. denselben Personenkreis attackiert wie das Lais, zielt offenbar auf den Beifall des Kriminellenmilieus, in das Villon wieder eingetaucht war. Das sehr vielschichtige Werk gilt als einer der großen Texte des späten Mittelalters und hat dementsprechend eine Flut von Forschungsliteratur gezeugt. Eines der bekanntesten eingestreuten Gedichte ist die Ballade des dames du temps jadis, dessen Refrain Wo ist der Schnee vom vergangenen Jahr? eines der geläufigsten, über Frankreich hinaus sprichwörtlich gewordenen Zitate Villons darstellt.
- Ballades en jargon (1462) – elf schwer verständliche Gedichte, worin sich Villon in der Rolle eines Gauners und in der Gaunersprache halb warnend, halb trotzig an die Pariser Unterwelt wendet. Viele Werkausgaben sowie auch die deutschen Übertragungen lassen sie fort.
- Ballade des pendus (1462) – Villon bittet in der Rolle des mit anderen Gehenkten schon am Galgen Baumelnden die Passanten um Mitleid. Eines der schönsten Gedichte des franz. Mittelalters. 1892 von Richard Dehmel erstmals ins Deutsche übertragen als Lied der Gehenkten.
- Quatrain (1462) – eine Vorwegnahme seines letzten Stündleins voller schwarzen Humors.
- Louange à la cour (1463) – ein bombastisches, vielleicht versteckt ironisches Lobgedicht auf den hohen Pariser Gerichtshof.
- Ballade au clerc du guichet (1463) – eine spöttische Ballade an den Gefängnisschreiber Garnier, der Villon wohl gerne hätte hängen sehen. Sie ist vermutlich dessen letztes überliefertes Werk.

Als französische Gesamtausgabe ist zu empfehlen: François Villon, Poésies complètes, éd. […] par Claude Thiry (Paris: Livre de poche / Lettres Gothiques, 1991).

### Deutschsprachige Ausgaben
Allen nachfolgend aufgeführten Ausgaben ist gemeinsam, dass die kaum verständlichen Balladen im Gaunerjargon in der Regel fehlen.
- François Villon: Des Meisters Werke. Ins Deutsche übertragen von K.L. Ammer (Leipzig, Julius Zeitler, 1907), Titel und Einbandschmuck von Walter Tiemann. Die Ausgabe wurde 1918 vom Berliner Hyperion-Verlag unverändert nachgedruckt. 1931 wurde sie neu aufgelegt unter dem sehr unzutreffenden Titel Balladen bei Kiepenheuer in Berlin und vom selben Verlag 1949 in Weimar unverändert nachgedruckt. 1955 erschien sie neu in Leipzig als Reclam-Bändchen, das unter dem Titel Die sehr respektlosen Lieder des François Villon mindestens sieben Auflagen erlebte. 1987 wurde sie mit dem wiederum veränderten Titel Lieder und Balladen vom Diogenes-Verlag in Zürich übernommen. Ammers Übertragung umfasst etwa 80 % des Werkes von Villon (die Gaunerballaden und einige manieristische Balladen fehlen) und kann nach wie vor als eine der akzeptabelsten gelten.
- François Villon. Dichtungen. Französisch und deutsch, übertragen […] von Martin Löpelmann (München: Callwey, 1937). Es ist die erste und nahezu vollständige, zweisprachige Ausgabe und wurde bis 1951 mehrfach neu aufgelegt. Die Übertragung ist mäßig getreu und ziemlich hölzern.
- François Villon: Das große Testament. Deutsche Übertragung von Peter Welf [=Wolfgang Benndorf]. Mit 17 Zeichnungen von Hans Fronius (Wien: Sussmann, 1937). Diese Teilübertragung wurde 1949 vom Wiener Amandus-Verlag, nunmehr unter Benndorfs richtigem Namen, unverändert nachgedruckt. Sie war die erste der inzwischen zahlreichen deutschen Ausgaben, die Illustrationen mit künstlerischem Anspruch enthalten.
- François Villon: Balladen. Nachdichtung von Ernst Stimmel (Hamburg: Hauswedell, 1939). Mit 8 Federzeichnungen von A. Paul Weber. Wurde 1946 vom selben Verlag unverändert nachgedruckt. Überträgt nur den eigentlich lyrischen Teil von Villons Werk, d. h. ca. ein Viertel.
- François Villon: Das große Testament. Übertragen von Walter Widmer (St. Gallen/Wien/Stuttgart: Janus Bibliothek, 1949). Mit Federzeichnungen von Karl Staudinger. Zweisprachige Ausgabe, die häufig und von verschiedenen Verlagen nachgedruckt wurde. Die Übertragung ist gut lesbar und relativ sinngetreu, stilistisch aber nicht kongenial, weil sie Villons sehr konzise vierhebige (=achtsilbige) Verse in weitschweifigere, meistens sechshebige umformt.
- Villon. Sämtliche Dichtungen. Französisch mit deutscher Übertragung von Walther Küchler (Heidelberg: Lambert Schneider, 1956). Die Ausgabe wurde häufig nachgedruckt, gehört also zu den erfolgreicheren. Sie ist passabel lesbar und passabel getreu.
- François Villon: Dichtungen. Die Legate. Das Testament. Vermischte Gedichte. Französisch/deutsch. Deutsche Übersetzung von Carl Fischer (München: Goldmann 1963). Versucht einen Mittelweg zwischen Übersetzungshilfe und literarischer Übertragung zu finden. Als Text nicht recht gelungen.
- Die Lebensbeichte des François Villon. Übertragen von Martin Remané (DDR, Berlin-Ost, Rütten & Loening 1964, mind. 4 Auflagen) Zweisprachige Ausgabe, die auch einige der Balladen im Gaunerjargon (nebst Glossar der Rotwelschbegriffe) und Anmerkungen enthält. Gut lesbar, aber nur mäßig getreu.
- Das kleine und das große Testament. Franz.-deutsch. Herausgegeben, übersetzt und kommentiert von Frank-Rutger Hausmann (Stuttgart: Reclam, 1989). Gut lesbar und, dank des Verzichts auf Reime, relativ getreu; vor allem sehr gut kommentiert. Wie der Titel besagt, fehlen die verstreut überlieferten Texte Villons, d. h. die sog. vermischten Gedichte und die Gaunerballaden, und damit ca. 20 % der ihm zuschreibbaren Textmenge.
- François Villon: Das große Testament. Übertragen von Walter Widmer (Frankfurt a. M./Wien/Zürich: Büchergilde Gutenberg, 1970). Mit 50 Zeichnungen von Gertrude Degenhardt
- François Villon: Das kleine und das große Testament. Nachdichtung von K.L. Ammer. (Frankfurt a. M.: Röderberg, 1976, ISBN 3-87682-540-7). Mit 77 Zeichnungen von Hans Grundig. (Lizenzausgabe des Reclam-Verlags Leipzig)
- A. Paul Weber – François Villon: Balladen. Hrsg. von Günther Nicolin. Nachdichtung von Ernst Stimmel (Hamburg, Hans Christians Verlag, 1982, ISBN 3-7672-0759-1). Mit kolorierten Zeichnungen von A. Paul Weber.
- Ernst Stankovski (Wiener Burgschauspieler): François Villon: Das große Testament. Aus dem Altfranzösischen übertragen, mit Vertonungen von vierzehn Balladen zur Gitarre und siebzehn Holzschnitten aus einem mittelalterlichen Totentanz. 1981 München / Wien. Albert Langen – Georg Müller GmbH.
- Das meist unter der Autorschaft Villons laufende Büchlein Die lasterhaften Balladen und Lieder des François Villon von Paul Zech (Weimar 1931 und Berlin 1947; Rudolstadt 1952 und Stuttgart 1959; München: dtv, 1962 und öfter) ist (s. oben) keine Übertragung, sondern eine freie Nachdichtung.

Tonträger:
- Helmut Qualtinger spricht Villon, übertragen in den Wiener Dialekt von H.C. Artmann, mit Jazz von Fatty George. Unikum UN 307, 1961 (LP). ISBN 3-902028-26-2, Preiser (Naxos), 1997 (CD).
- François Villon und das große Testament gesprochen von Horst Drinda, LITERA 8 60 015, 1963 (LP).
- Neuss Testament. Die Villon Show. Wolfgang Neuss und Fatty George. Fontana, 1965 (LP). Conträr Musik, 1997 (CD). (Zum Teil sehr freie kabarettistische Übertragung auf der Grundlage von Paul Zechs Villon-Nachdichtung und anderen Quellen.)
- Kinski spricht Villon. Amadeo, 1971 u.ö. (s. oben) (LP, CD).
- Die lasterhaften Balladen des François Villon, gesprochen von Heinz Reincke (Nachdichtung von Paul Zech). Preiser Records SPR 9941, 1967 (LP).
- François Villon von Poesie und Musik. Wundertüte TÜT 122, 1976 (LP).
- Die Balladen des François Villon in der wienerischen Fassung von H.C. Artmann, dargebracht von Adi Hirschal und den Brennenden Herzen. Mitschnitt einer Produktion im Wiener Rabenhof Theater vom April 1998, em.el records 1999, Vertrieb: HOANZL, 1060 Wien. (CD).
- François Villon von Christian Redl mit Band, ISBN 3-455-30345-5, Hoffmann und Campe (Indigo), 2003. (CD).
- Die lasterhaften Balladen und Lieder des François Villon von Roland Bayer, Rezitation und selbstkomponierte Vertonung auf Grundlage der Nachdichtung von Paul Zech, Capella Verlag (Speyer), 1993 (CD).
- Landstreicherballaden und Lieder des François Villon von Peter Rohland und Schobert Schulz, Thorofon (Bella Musica), 1996 (CD).